# Dysoxylum cyrtobotryum
Dysoxylum cyrtobotryum är en tvåhjärtbladig växtart som beskrevs av Friedrich Anton Wilhelm Miquel. Dysoxylum cyrtobotryum ingår i släktet Dysoxylum och familjen Meliaceae. Inga underarter finns listade i Catalogue of Life.